# TWA 7b
TWA 7b és un exoplaneta localitzat al voltant de l’estrella jove TWA 7, dins un sistema planetari en formació. Va ser detectat mitjançant imatge directa pel telescopi espacial James Webb i es tracta del primer planeta descobert fora del Sistema solar per aquest observatori.
TWA 7b forma part d’un sistema planetari jove, d’aproximadament 6 milions d’anys d’edat. Té una massa estimada equivalent a un 30% de la de Júpiter, similar a la de Saturn, fet que el converteix en l’exoplaneta amb menor massa captat mitjançant imatge directa fins a la datadel seu descobriment. El planeta orbita la seva estrella a una distància aproximada de 50 unitats astronòmiques, dins un disc de detrits amb tres anells concèntrics. Un d’aquests anells, especialment estret, presenta un buit que es creu que ha estat provocat per la presència del planeta.
La detecció es va realitzar gràcies a l’ús d’un coronògraf integrat al instrument MIRI del James Webb, que bloqueja la llum de l’estrella central i permet observar objectes propers com planetes. TWA 7b es va identificar com una font de llum tèrmica dins l’anell interior del disc circumstel·lar. Aquest descobriment marca un avenç important en la detecció de planetes amb masses comparables a les del sistema solar. S’espera que futurs instruments permetin captar planetes encara més petits, inclosos mons rocosos potencialment habitables.